# パウル (カーボベルデ)
パウル（ポルトガル語: Concelho do Paul）は、カーボベルデの基礎自治体のひとつ。

## 隣接行政区画
- ポルト・ノヴォ
- リビエラ・グランデ

## 教区
- Santo António das Pombas